# Moapa Valley (Nevada)
Moapa Valley es un lugar designado por el censo ubicado en el condado de Clark en el estado estadounidense de Nevada. En el año 2000 tenía una población de 5.784 habitantes y una densidad poblacional de 61,7 personas por km².

## Geografía
Moapa Valley se encuentra ubicado en las coordenadas 36°34′28″N 114°27′29″O / 36.57444, -114.45806.

## Demografía
Según la Oficina del Censo en 2000 los ingresos medios por hogar en la localidad eran de $39.942, y los ingresos medios por familia eran $47.575. Los hombres tenían unos ingresos medios de $42.348 frente a los $26.442 para las mujeres. La renta per cápita para la localidad era de $16.696. Alrededor del 6,9% de la población estaban por debajo del umbral de pobreza.